# Eurovision Song Contest 2004
Der 49. Eurovision Song Contest fand am 12. und 15. Mai 2004 in Istanbul (Türkei) unter dem Motto Under the Same Sky (deutsch „Unter demselben Himmel“) statt. Er war die bis dahin größte Veranstaltung im Rahmen dieses Wettbewerbs; 36 Länder nahmen teil. Moderiert wurden die Sendungen von Meltem Cumbul und Korhan Abay.

## Besonderheiten

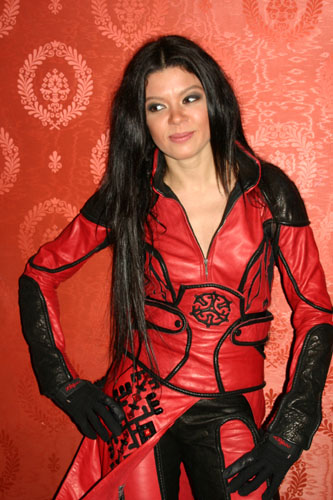
Interpretin des Siegertitels, Ruslana, im Jahre 2008

Der deutsche Teilnehmer wurde in der Sendung Germany 12 Points! gekürt: Es war Max Mutzke mit Can’t Wait Until Tonight, der am Ende den achten Platz belegte. Die Vertreter Österreichs Tie Break mit Du bist wurden nur 21. Die Schweiz musste mit null Punkten bereits aus dem Semifinale ausscheiden, Sänger Piero Esteriore ließ sich am Tag danach eine Glatze schneiden. Das Lied Celebrate! sollte das bis 2011 letzte Schweizer Lied sein, das per Vorentscheidung gewählt wurde. Aufgrund der anhaltend schlechten Ergebnisse war sogar ein vollständiger Rückzug der Schweiz vom Grand Prix im Gespräch.
In diesem Jahr wurde der von einer Fanseite initiierte Barbara Dex Award zum achten Mal vergeben. Mit diesen nicht ganz ernst zu nehmenden Preis soll das „schlechteste“ Outfit des Wettbewerbes ausgezeichnet werden. Die diesjährige Gewinnerin war Sanda Ladosi aus Rumänien.

## Teilnehmer

Länder, die im Jahr 2004
nicht teilnahmen, aber mal teilgenommen hatten
teilnahmen
im Halbfinale ausschieden

Albanien, Andorra, Belarus und Serbien-Montenegro nahmen zum ersten Mal am Eurovision Song Contest teil. Monaco kehrte nach einer 25-jährigen Pause zum Wettbewerb zurück. Auf Grund der großen Teilnehmeranzahl, die die Zeit einer jeden Sendung sprengen würde, wurde ein Halbfinale eingeführt. 22 Länder traten am 12. Mai gegeneinander an. Die zehn Besten qualifizierten sich für das Finale am 15. Mai. Dort trafen sie auf die 14 Länder, die sich im Vorjahr oder über die „Big Four“-Regel schon für das Finale qualifiziert hatten, unter ihnen Deutschland und Österreich.

### Wiederkehrende Interpreten
| Land        | Interpret                | Vorherige(s) Teilnahmejahr(e) |
| ----------- | ------------------------ | ----------------------------- |
| Deutschland | Stefan Raab (Begleitung) | 2000                          |

## Abstimmungsverfahren
Seit 2004 werden die Punkte in allen Ländern mittels Televoting ermittelt. Die überwiegende Mehrheit der Teilnehmerländer beteiligte auch in der Vergangenheit bereits die Fernsehzuschauer an der Punktevergabe. Die zehn Lieder mit den meisten Stimmen erhalten 12, 10, 8, 7, 6, 5, 4, 3, 2 und 1 Punkt. Sofern zwei Länder die gleiche Punktzahl haben, bekommt das Land die höhere Position, das von den meisten Ländern Punkte erhalten hat. Sollte dieses Kriterium nicht ausschlaggebend sein, ist von diesen beiden Ländern das Land mit den meisten 12 Punkten höher positioniert, gegebenenfalls mit den meisten 10 Punkten und so weiter. Sollten dennoch beide Länder gleich liegen, so haben beide Länder gewonnen.
Bei der Punktevergabe im Finale können auch Länder abstimmen, die in der Qualifikationsrunde ausgeschieden sind. Bisher wurden im Finale die Stimmen der Länder in der Startreihenfolge eingeholt. Dies erfolgt nun nach Reihenfolge gemäß ISO-Ländercode-Kürzel.

## Halbfinale
Das Halbfinale fand am 12. Mai 2004 (MESZ) statt. Die zehn bestplatzierten Länder qualifizierten sich für das Finale. Sie sind hier hellgrün unterlegt.
Im Halbfinale wurden die Plätze 11 bis 22 bekannt gegeben und so sah man, dass die Schweiz leer ausging. Bei der Anzeige dieser Plätze gab es zudem einen Fehler, da die Stimmen aus Kroatien und Monaco nicht richtig berechnet worden waren. Die im Nachhinein richtige Punktevergabe beeinflusste aber nicht die Qualifikation der 10 qualifizierten Länder. Die Plätze 1 bis 10 verriet man jedoch nicht, um Beeinflussungen zu vermeiden. Seit 2005 blieben alle Halbfinalergebnisse bis nach dem Finale geheim.
| Platz | Startnr. | Land                    | Interpret                                             | Lied Musik (M) und Text (T)                                                                    | Sprache              | Übersetzung                              | Punkte |
| ----- | -------- | ----------------------- | ----------------------------------------------------- | ---------------------------------------------------------------------------------------------- | -------------------- | ---------------------------------------- | ------ |
| 01.   | 20       | Serbien und Montenegro  | Željko Joksimović & Ad Hoc Orchestra Жељко Јоксимовић | Lane moje Лане моје M: Željko Joksimović; T: Leontina Vukomanović                              | Serbisch             | Mein Schatz (wörtl.: Mein Rehlein)       | 263    |
| 02.   | 11       | Ukraine                 | Ruslana Руслана                                       | Wild Dances M: Ruslana; T: Ruslana, Oleksandr Ksenofontov, Jamie Maher, Fayney, Sherena Dugani | Englisch, Ukrainisch | Wilde Tänze                              | 256    |
| 03.   | 10       | Griechenland            | Sakis Rouvas Σάκης Ρουβάς                             | Shake It M: Nikos Terzis; T: Nektarios Tirakis                                                 | Englisch             | Erbebe                                   | 238    |
| 04.   | 13       | Albanien                | Anjeza Shahini                                        | The Image of You M: Edmond Zhulali; T: Agim Doçi                                               | Englisch             | Dein Abbild                              | 167    |
| 05.   | 14       | Zypern                  | Lisa Andreas Λίζα Αντρέας                             | Stronger Every Minute M/T: Mike Connaris                                                       | Englisch             | Jede Minute stärker                      | 149    |
| 06.   | 22       | Niederlande             | Re-union                                              | Without You M: Ed van Otterdijk; T: Angeline van Otterdijk                                     | Englisch             | Ohne dich                                | 146    |
| 07.   | 21       | Bosnien und Herzegowina | Deen                                                  | In the Disco M/T: Vesna Pisarović                                                              | Englisch             | In der Disco                             | 133    |
| 08.   | 08       | Malta                   | Julie & Ludwig                                        | On Again … off Again M: Philip Vella; T: Gerard James Borg                                     | Englisch             | Wieder an … wieder aus                   | 074    |
| 09.   | 18       | Kroatien                | Ivan Mikulić                                          | You Are the Only One M: Ivan Mikulić, Vedran Ostojić; T: Duško Gruborović                      | Englisch             | Du bist die Einzige                      | 072    |
| 10.   | 15       | Mazedonien              | Toše Proeski Тоше Проески                             | Life M: Jovan Jovanov; T: Ilija Nikolovski                                                     | Englisch             | Das Leben                                | 071    |
| 11.   | 05       | Israel                  | David D’Or דוד ד'אור                                  | Leha’amin (To Believe) (להאמין (To Believe)) M: David D’Or, Ofer Meiri; T: David D’Or          | Hebräisch, Englisch  | Zu glauben                               | 057    |
| 11.   | 17       | Estland                 | Neiokõsõ                                              | Tii M: Priit Pajusaar, Glen Pilvre; T: Aapo Ilves                                              | Võro                 | Pfad                                     | 057    |
| 13.   | 19       | Dänemark                | Tomas Thordarson                                      | Shame on You M: Ivar Lind Greiner; T: Iben Plesner                                             | Englisch             | Du solltest dich schämen                 | 056    |
| 14.   | 01       | Finnland                | Jari Sillanpää                                        | Takes 2 to Tango M: Mika Toivanen; T: Jari Sillanpää                                           | Englisch             | Man braucht zwei zum Tanzen eines Tangos | 051    |
| 15.   | 07       | Portugal                | Sofia                                                 | Foi magia M/T: Paulo Neves                                                                     | Portugiesisch        | Es war Magie                             | 038    |
| 16.   | 12       | Litauen                 | Linas ir Simona                                       | What’s Happened to Your Love M: Michalis Antoniou, Linas Adomaitis; T: Camden-MS               | Englisch             | Was ist mit deiner Liebe passiert?       | 026    |
| 17.   | 04       | Lettland                | Fomins & Kleins                                       | Dziesma par laimi M: Tomass Kleins; T: Guntars Račs                                            | Lettisch             | Ein Lied über das Glück                  | 023    |
| 18.   | 06       | Andorra                 | Marta Roure                                           | Jugarem a estimar-nos M/T: Jofre Bardagí                                                       | Katalanisch          | Wir werden spielen, dass wir uns lieben  | 012    |
| 19.   | 02       | Belarus                 | Aljaksandra & Kanstanzin Аляксандра і Канстанцін      | My Galileo M: Aljaksandra Kirsanawa, Kanstanzin Drapesa; T: Alexey Solomakha                   | Englisch             | Mein Galileo                             | 010    |
| 19.   | 09       | Monaco                  | Maryon                                                | Notre planète M: Philippe Bosco; T: Patrick Sassier                                            | Französisch          | Unser Planet                             | 010    |
| 21.   | 16       | Slowenien               | Platin                                                | Stay Forever M: Simon Gomilšek; T: Diana Lečnik                                                | Englisch             | Bleib für immer                          | 005    |
| 22.   | 03       | Schweiz                 | Piero Esteriore & the MusicStars                      | Celebrate M/T: Greg Manning                                                                    | Englisch             | Feiert!                                  | 000    |

Die Länder, die sich nicht für das Finale qualifiziert haben, mussten bei einer Teilnahme 2005 wieder im Halbfinale teilnehmen.

### Punktevergabe Halbfinale
Frankreich, Polen und Russland stimmten nicht ab, weil sie das Halbfinale nicht übertragen hatten.
| Abstimmungsergebnisse | Abstimmungsergebnisse   | Abstimmungsergebnisse | Abstimmungsergebnisse | Abstimmungsergebnisse | Abstimmungsergebnisse | Abstimmungsergebnisse | Abstimmungsergebnisse | Abstimmungsergebnisse | Abstimmungsergebnisse | Abstimmungsergebnisse | Abstimmungsergebnisse | Abstimmungsergebnisse | Abstimmungsergebnisse | Abstimmungsergebnisse | Abstimmungsergebnisse | Abstimmungsergebnisse | Abstimmungsergebnisse | Abstimmungsergebnisse | Abstimmungsergebnisse | Abstimmungsergebnisse | Abstimmungsergebnisse | Abstimmungsergebnisse | Abstimmungsergebnisse | Abstimmungsergebnisse | Abstimmungsergebnisse | Abstimmungsergebnisse | Abstimmungsergebnisse | Abstimmungsergebnisse | Abstimmungsergebnisse | Abstimmungsergebnisse | Abstimmungsergebnisse | Abstimmungsergebnisse | Abstimmungsergebnisse | Abstimmungsergebnisse | Abstimmungsergebnisse | Abstimmungsergebnisse | Abstimmungsergebnisse |
| Startnr.              | Land                    | Platz                 | Punkte                | AD                    | AL                    | AT                    | BA                    | BE                    | BY                    | CH                    | CS                    | CY                    | DE                    | DK                    | EE                    | ES                    | FI                    | UK                    | GR                    | HR                    | IE                    | IL                    | IS                    | LT                    | LV                    | MC                    | MK                    | MT                    | NL                    | NO                    | PT                    | RO                    | SE                    | SI                    | TR                    | UA                    | Votings               |
| --------------------- | ----------------------- | --------------------- | --------------------- | --------------------- | --------------------- | --------------------- | --------------------- | --------------------- | --------------------- | --------------------- | --------------------- | --------------------- | --------------------- | --------------------- | --------------------- | --------------------- | --------------------- | --------------------- | --------------------- | --------------------- | --------------------- | --------------------- | --------------------- | --------------------- | --------------------- | --------------------- | --------------------- | --------------------- | --------------------- | --------------------- | --------------------- | --------------------- | --------------------- | --------------------- | --------------------- | --------------------- | --------------------- |
| 01                    | Finnland                | 14.                   | 051                   | –                     | 7                     | –                     | –                     | 1                     | –                     | –                     | –                     | 6                     | –                     | –                     | 7                     | 3                     |                       | –                     | 5                     | –                     | –                     | –                     | 3                     | –                     | –                     | 6                     | 2                     | –                     | –                     | 3                     | –                     | –                     | 8                     | –                     | –                     | –                     | 11                    |
| 02                    | Belarus                 | 19.                   | 010                   | –                     | –                     | –                     | –                     | –                     |                       | –                     | –                     | –                     | –                     | –                     | 2                     | –                     | –                     | –                     | –                     | –                     | –                     | –                     | 1                     | 2                     | –                     | –                     | –                     | –                     | –                     | –                     | –                     | –                     | –                     | –                     | –                     | 5                     | 04                    |
| 03                    | Schweiz                 | 22.                   | 000                   | –                     | –                     | –                     | –                     | –                     | –                     |                       | –                     | –                     | –                     | –                     | –                     | –                     | –                     | –                     | –                     | –                     | –                     | –                     | –                     | –                     | –                     | –                     | –                     | –                     | –                     | –                     | –                     | –                     | –                     | –                     | –                     | –                     | 0                     |
| 04                    | Lettland                | 17.                   | 023                   | –                     | –                     | –                     | –                     | –                     | 4                     | –                     | –                     | –                     | –                     | –                     | 5                     | –                     | –                     | –                     | –                     | –                     | 4                     | 2                     | –                     | 6                     |                       | 2                     | –                     | –                     | –                     | –                     | –                     | –                     | –                     | –                     | –                     | –                     | 05                    |
| 05                    | Israel                  | 11.                   | 057                   | 3                     | 5                     | 1                     | –                     | 2                     | 3                     | –                     | 3                     | 2                     | 1                     | 2                     | –                     | 4                     | 2                     | 2                     | 3                     | –                     | –                     |                       | –                     | –                     | –                     | –                     | –                     | 6                     | 2                     | –                     | 7                     | 5                     | –                     | –                     | 4                     | –                     | 18                    |
| 06                    | Andorra                 | 18.                   | 012                   |                       | –                     | –                     | –                     | –                     | –                     | –                     | –                     | –                     | –                     | –                     | –                     | 12                    | –                     | –                     | –                     | –                     | –                     | –                     | –                     | –                     | –                     | –                     | –                     | –                     | –                     | –                     | –                     | –                     | –                     | –                     | –                     | –                     | 01                    |
| 07                    | Portugal                | 15.                   | 038                   | 12                    | –                     | –                     | –                     | 4                     | –                     | 7                     | –                     | –                     | –                     | –                     | –                     | 6                     | –                     | –                     | –                     | –                     | –                     | –                     | –                     | –                     | –                     | 1                     | –                     | –                     | –                     | –                     |                       | 8                     | –                     | –                     | –                     | –                     | 06                    |
| 08                    | Malta                   | 08.                   | 074                   | 5                     | 6                     | –                     | 4                     | –                     | 1                     | –                     | –                     | –                     | –                     | 4                     | 10                    | –                     | –                     | 5                     | 1                     | 1                     | 1                     | 6                     | 2                     | 7                     | 7                     | –                     | 4                     |                       | 3                     | –                     | 4                     | –                     | –                     | 1                     | –                     | 2                     | 19                    |
| 09                    | Monaco                  | 19.                   | 010                   | 4                     | 2                     | –                     | –                     | –                     | –                     | –                     | –                     | 4                     | –                     | –                     | –                     | –                     | –                     | –                     | –                     | –                     | –                     | –                     | –                     | –                     | –                     |                       | –                     | –                     | –                     | –                     | –                     | –                     | –                     | –                     | –                     | –                     | 03                    |
| 10                    | Griechenland            | 03.                   | 238                   | 8                     | 12                    | 5                     | 5                     | 10                    | 8                     | 3                     | 10                    | 12                    | 10                    | 3                     | 4                     | 7                     | 5                     | 12                    |                       | 6                     | 2                     | 12                    | 6                     | 8                     | 6                     | 4                     | 7                     | 12                    | 6                     | 5                     | 8                     | 12                    | 4                     | 4                     | 12                    | 10                    | 32                    |
| 11                    | Ukraine                 | 02.                   | 256                   | 10                    | 3                     | 4                     | 7                     | 8                     | 12                    | 2                     | 8                     | 8                     | 6                     | 6                     | 12                    | 10                    | 8                     | 7                     | 7                     | 8                     | 10                    | 10                    | 10                    | 12                    | 10                    | 5                     | 8                     | 10                    | 7                     | 7                     | 12                    | 7                     | 6                     | 8                     | 8                     |                       | 32                    |
| 12                    | Litauen                 | 16.                   | 026                   | –                     | –                     | –                     | –                     | –                     | 2                     | –                     | –                     | 7                     | –                     | –                     | –                     | –                     | –                     | –                     | 2                     | –                     | 3                     | 1                     | –                     |                       | 8                     | –                     | –                     | 3                     | –                     | –                     | –                     | –                     | –                     | –                     | –                     | –                     | 07                    |
| 13                    | Albanien                | 04.                   | 167                   | 6                     |                       | 7                     | 6                     | 5                     | –                     | 10                    | 6                     | 1                     | 8                     | 7                     | 1                     | 2                     | 6                     | 6                     | 8                     | 7                     | 5                     | 4                     | 4                     | –                     | 5                     | 3                     | 12                    | 8                     | 5                     | 8                     | 2                     | 6                     | 7                     | 5                     | 6                     | 1                     | 30                    |
| 14                    | Zypern                  | 05.                   | 149                   | 2                     | –                     | 6                     | –                     | 6                     | 6                     | 1                     | 2                     |                       | 4                     | 5                     | 6                     | 1                     | 7                     | 10                    | 12                    | 2                     | 8                     | 3                     | 8                     | 4                     | 3                     | 12                    | –                     | 5                     | 10                    | 4                     | 3                     | 1                     | 3                     | 3                     | 5                     | 7                     | 29                    |
| 15                    | Nordmazedonien          | 10.                   | 071                   | –                     | 8                     | 2                     | 8                     | –                     | –                     | 5                     | 12                    | –                     | 3                     | 1                     | –                     | –                     | –                     | –                     | 4                     | 5                     | –                     | –                     | –                     | –                     | –                     | –                     |                       | 1                     | 1                     | –                     | –                     | 4                     | 2                     | 6                     | 3                     | 6                     | 16                    |
| 16                    | Slowenien               | 21.                   | 005                   | –                     | –                     | –                     | 1                     | –                     | –                     | –                     | –                     | –                     | –                     | –                     | –                     | –                     | –                     | –                     | –                     | 3                     | –                     | –                     | –                     | –                     | –                     | –                     | 1                     | –                     | –                     | –                     | –                     | –                     | –                     |                       | –                     | –                     | 03                    |
| 17                    | Estland                 | 11.                   | 057                   | –                     | 1                     | –                     | –                     | –                     | –                     | –                     | 4                     | –                     | –                     | –                     |                       | –                     | 12                    | 1                     |                       | –                     | –                     | –                     | 7                     | 10                    | 12                    | –                     | –                     | –                     | –                     | 1                     | 5                     | –                     | 1                     | –                     | –                     | 3                     | 11                    |
| 18                    | Kroatien                | 09.                   | 072                   | –                     | –                     | 8                     | 10                    | –                     | 7                     | 6                     | 5                     | –                     | 5                     | –                     | –                     | –                     | 1                     | –                     | –                     |                       | –                     | –                     | –                     | 3                     | 1                     | –                     | 6                     | –                     | 4                     | –                     | 1                     | –                     | –                     | 7                     | –                     | 8                     | 14                    |
| 19                    | Dänemark                | 13.                   | 056                   | –                     | –                     | –                     | 3                     | –                     | –                     | –                     | –                     | 3                     | –                     |                       | 3                     | –                     | 4                     | –                     | –                     | –                     | –                     | 5                     | 12                    | –                     | –                     | 10                    | –                     | 2                     | –                     | 6                     | –                     | 2                     | 5                     | –                     | 1                     | –                     | 12                    |
| 20                    | Serbien und Montenegro  | 01.                   | 263                   | 1                     | 4                     | 12                    | 12                    | 7                     | 10                    | 12                    |                       | 10                    | 12                    | 10                    | –                     | 8                     | 10                    | 8                     | 10                    | 12                    | 6                     | 8                     | –                     | 1                     | 4                     | 7                     | 10                    | 4                     | 12                    | 10                    | 10                    | 10                    | 12                    | 12                    | 7                     | 12                    | 30                    |
| 21                    | Bosnien und Herzegowina | 07.                   | 133                   | –                     | 10                    | 10                    |                       | 3                     | –                     | 8                     | 7                     | –                     | 7                     | 12                    | –                     | –                     | –                     | 4                     | –                     | 10                    | 7                     | –                     | –                     | –                     | –                     | –                     | 5                     | –                     | 8                     | 12                    | –                     | –                     | 10                    | 10                    | 10                    | –                     | 16                    |
| 22                    | Niederlande             | 06.                   | 146                   | 7                     | –                     | 3                     | 2                     | 12                    | 5                     | 4                     | 1                     | 5                     | 2                     | 8                     | 8                     | 5                     | 3                     | 3                     | 6                     | 4                     | 12                    | 7                     | 5                     | 5                     | 2                     | 8                     | 3                     | 7                     |                       | 2                     | 6                     | 3                     | –                     | 2                     | 2                     | 4                     | 30                    |

- Die wenigsten Votings:  Schweiz – 0
- Die wenigsten Punkte:  Schweiz – 0
- Die meisten Votings:  Griechenland,  Ukraine – 32
- Die meisten Punkte:  Serbien und Montenegro – 263

### Statistik der Zwölf-Punkte-Vergabe (Halbfinale)
| Anzahl | Land                    | erhalten von                                                                                                   |
| ------ | ----------------------- | --- |
| 9      | Serbien und Montenegro  | Bosnien und Herzegowina, Deutschland, Kroatien, Niederlande, Österreich, Schweden, Schweiz, Slowenien, Ukraine |
| 7      | Griechenland            | Albanien, Israel, Malta, Rumänien, Türkei, Vereinigtes Königreich, Zypern                                      |
| 4      | Ukraine                 | Belarus, Estland, Litauen, Portugal                                                                            |
| 2      | Bosnien und Herzegowina | Dänemark, Norwegen                                                                                             |
| 2      | Estland                 | Finnland, Lettland                                                                                             |
| 2      | Niederlande             | Belgien, Irland                                                                                                |
| 2      | Zypern                  | Griechenland, Monaco                                                                                           |
| 1      | Albanien                | Mazedonien |
| 1      | Andorra                 | Spanien |
| 1      | Dänemark                | Island |
| 1      | Mazedonien              | Serbien und Montenegro                                                                                         |
| 1      | Portugal                | Andorra |

## Finale
Das Finale fand am 15. Mai 2004, 21:00 Uhr (MESZ) statt.
Vor dem Finale wurden in den Wettbüros und der deutschen Öffentlichkeit neben dem deutschen Bewerber Max Mutzke auch die Beiträge der Ukraine und Griechenlands als Favoriten gehandelt. Erstmals kam es zu einem Direktduell zwischen den Songschreibern Stefan Raab und Ralph Siegel (als Produzent, weder Text noch Melodie stammen diesmal von ihm) in der internationalen Endrunde. Ralph Siegel, seit rund 30 Jahren in diesem Wettbewerb vertreten, erreichte mit Malta den Endausscheid.
| Platz | Startnr. | Land                    | Interpret                                             | Lied Musik (M) und Text (T)                                                                    | Sprache               | Übersetzung                              | Punkte |
| ----- | -------- | ----------------------- | ----------------------------------------------------- | ---------------------------------------------------------------------------------------------- | --------------------- | ---------------------------------------- | ------ |
| 01.   | 10       | Ukraine                 | Ruslana Руслана                                       | Wild Dances M: Ruslana; T: Ruslana, Oleksandr Ksenofontov, Jamie Maher, Fayney, Sherena Dugani | Englisch, Ukrainisch  | Wilde Tänze                              | 280    |
| 02.   | 05       | Serbien und Montenegro  | Željko Joksimović & Ad Hoc Orchestra Жељко Јоксимовић | Lane moje Лане моје M: Željko Joksimović; T: Leontina Vukomanović                              | Serbisch              | Mein Schatz (wörtl.: Mein Rehlein)       | 263    |
| 03.   | 16       | Griechenland            | Sakis Rouvas Σάκης Ρουβάς                             | Shake It M: Nikos Terzis; T: Nektarios Tirakis                                                 | Englisch              | Erbebe                                   | 252    |
| 04.   | 22       | Türkei                  | Athena                                                | For Real M/T: Gökhan Özoğuz, Hakan Özoğuz                                                      | Englisch              | Wirklich                                 | 195    |
| 05.   | 21       | Zypern                  | Lisa Andreas Λίζα Αντρέας                             | Stronger Every Minute M/T: Mike Connaris                                                       | Englisch              | Jede Minute stärker                      | 170    |
| 05.   | 24       | Schweden                | Lena Philipsson                                       | It Hurts M/T: Thomas „Orup“ Eriksson                                                           | Englisch              | Es tut weh                               | 170    |
| 07.   | 09       | Albanien                | Anjeza Shahini                                        | The Image of You M: Edmond Zhulali; T: Agim Doçi                                               | Englisch              | Dein Abbild                              | 106    |
| 08.   | 08       | Deutschland             | Max                                                   | Can’t Wait Until Tonight M/T: Stefan Raab                                                      | Englisch, Türkisch    | Kann nicht bis zum Abend warten          | 093    |
| 09.   | 12       | Bosnien und Herzegowina | Deen                                                  | In the Disco M/T: Vesna Pisarović                                                              | Englisch              | In der Disco                             | 091    |
| 10.   | 01       | Spanien                 | Ramón                                                 | Para llenarme de ti M/T: Kike Santander                                                        | Spanisch              | Um mich mit dir zu füllen                | 087    |
| 11.   | 14       | Russland                | Julia Savicheva Юлия Савичева                         | Believe Me M: Maxim Fadejew; T: Brenda Loring                                                  | Englisch              | Glaube mir                               | 067    |
| 12.   | 06       | Malta                   | Julie & Ludwig                                        | On Again … off Again M: Philip Vella; T: Gerard James Borg                                     | Englisch              | Wieder an … wieder aus                   | 050    |
| 12.   | 11       | Kroatien                | Ivan Mikulić                                          | You Are the Only One M: Ivan Mikulić, Vedran Ostojić; T: Duško Gruborović                      | Englisch              | Du bist die Einzige                      | 050    |
| 14.   | 15       | Mazedonien              | Toše Proeski Тоше Проески                             | Life M: Jovan Jovanov; T: Ilija Nikolovski                                                     | Englisch              | Das Leben                                | 047    |
| 15.   | 04       | Frankreich              | Jonatan Cerrada                                       | A chaque pas M: Ben „Jammin“ Robbins, Steve Balsamo; T: Jonatan Cerrada                        | Französisch, Spanisch | Mit jedem Schritt                        | 040    |
| 16.   | 20       | Vereinigtes Königreich  | James Fox                                             | Hold On to Our Love M: Gary Miller; T: Tim Woodcock                                            | Englisch              | An unserer Liebe festhalten              | 029    |
| 17.   | 19       | Polen                   | Blue Café                                             | Love Song M: Paweł Rurak-Sokal; T: Tatiana Okupnik                                             | Englisch, Spanisch    | Liebeslied                               | 027    |
| 18.   | 23       | Rumänien                | Sanda Ladoşi                                          | I Admit M: George Popa; T: Irina Gligor                                                        | Englisch              | Ich gestehe                              | 018    |
| 19.   | 17       | Island                  | Jónsi                                                 | Heaven M: Sveinn Rúnar Sigurðsson; T: Magnús Þór Sigmundsson                                   | Englisch              | Himmel                                   | 016    |
| 20.   | 07       | Niederlande             | Re-union                                              | Without You M: Ed van Otterdijk; T: Angeline van Otterdijk                                     | Englisch              | Ohne dich                                | 011    |
| 21.   | 02       | Österreich              | Tie Break                                             | Du bist M/T: Peter Zimmermann                                                                  | Deutsch               | -                                        | 009    |
| 22.   | 13       | Belgien                 | Xandee                                                | 1 Life M: Marc Paelinck; T: Dirk Paelinck                                                      | Englisch              | Ein Leben                                | 007    |
| 22.   | 18       | Irland                  | Chris Doran                                           | If My World Stopped Turning M: Bryan McFadden; T: Jonathan Shorten                             | Englisch              | Wenn meine Welt aufhörte, sich zu drehen | 007    |
| 24.   | 03       | Norwegen                | Knut Anders Sørum                                     | High M: Thomas Thörnholm, Lars Andersson; T: Dan Attlerud                                      | Englisch              | Hoch                                     | 003    |

Der Sieger, die braun markierten Länder (Fixstarter als Hauptsponsoren) und die grün markierten Länder (Top 10 ohne Hauptsponsoren) waren direkt für das Finale im folgenden Jahr qualifiziert.

### Punktevergabe Finale

Karte der Punktevergabe für den Siegertitel aus der Ukraine nach Ländern

| Land | Abstimmungsergebnisse | Abstimmungsergebnisse | Abstimmungsergebnisse | Abstimmungsergebnisse | Abstimmungsergebnisse | Abstimmungsergebnisse | Abstimmungsergebnisse | Abstimmungsergebnisse | Abstimmungsergebnisse | Abstimmungsergebnisse | Abstimmungsergebnisse | Abstimmungsergebnisse | Abstimmungsergebnisse | Abstimmungsergebnisse | Abstimmungsergebnisse | Abstimmungsergebnisse | Abstimmungsergebnisse | Abstimmungsergebnisse | Abstimmungsergebnisse | Abstimmungsergebnisse | Abstimmungsergebnisse | Abstimmungsergebnisse | Abstimmungsergebnisse | Abstimmungsergebnisse | Abstimmungsergebnisse | Abstimmungsergebnisse | Abstimmungsergebnisse | Abstimmungsergebnisse | Abstimmungsergebnisse | Abstimmungsergebnisse | Abstimmungsergebnisse | Abstimmungsergebnisse | Abstimmungsergebnisse | Abstimmungsergebnisse | Abstimmungsergebnisse | Abstimmungsergebnisse | Abstimmungsergebnisse | Abstimmungsergebnisse |
| Land | Punkte                | AD                    | AL                    | AT                    | BA                    | BE                    | BY                    | CH                    | CS                    | CY                    | DE                    | DK                    | EE                    | ES                    | FI                    | FR                    | UK                    | GR                    | HR                    | IE                    | IL                    | IS                    | LT                    | LV                    | MC                    | MK                    | MT                    | NL                    | NO                    | PL                    | PT                    | RO                    | RU                    | SE                    | SI                    | TR                    | UA                    | Votings               |
| --- | --------------------- | --------------------- | --------------------- | --------------------- | --------------------- | --------------------- | --------------------- | --------------------- | --------------------- | --------------------- | --------------------- | --------------------- | --------------------- | --------------------- | --------------------- | --------------------- | --------------------- | --------------------- | --------------------- | --------------------- | --------------------- | --------------------- | --------------------- | --------------------- | --------------------- | --------------------- | --------------------- | --------------------- | --------------------- | --------------------- | --------------------- | --------------------- | --------------------- | --------------------- | --------------------- | --------------------- | --------------------- | --------------------- |
| Spanien | 087                   | 12                    | –                     | –                     | –                     | 7                     | 2                     | 6                     | –                     | 7                     | 2                     | –                     | –                     |                       | –                     | 8                     | –                     | 3                     | –                     | –                     | 8                     | 1                     | –                     | –                     | 3                     | 1                     | 3                     | 4                     | –                     | 1                     | 12                    | 5                     | –                     | –                     | –                     | 2                     | –                     | 18                    |
| Österreich | 009                   | –                     | –                     |                       | –                     | –                     | –                     | –                     | –                     | –                     | –                     | –                     | –                     | –                     | –                     | 4                     | –                     | 5                     | –                     | –                     | –                     | –                     | –                     | –                     | –                     | –                     | –                     | –                     | –                     | –                     | –                     | –                     | –                     | –                     | –                     | –                     | –                     | 02                    |
| Norwegen | 003                   | –                     | –                     | –                     | –                     | –                     | –                     | –                     | –                     | –                     | –                     | –                     | –                     | –                     | –                     | –                     | –                     | –                     | –                     | –                     | –                     | –                     | –                     | –                     | –                     | –                     | –                     | –                     |                       | –                     | –                     | –                     | –                     | 3                     | –                     | –                     | –                     | 01                    |
| Frankreich | 040                   | 7                     | 1                     | –                     | –                     | 10                    | –                     | –                     | –                     | –                     | –                     | –                     | –                     | 4                     | –                     |                       | –                     | –                     | –                     | –                     | –                     | –                     | –                     | –                     | 12                    | –                     | –                     | –                     | –                     | –                     | 2                     | –                     | 4                     | –                     | –                     | –                     | –                     | 07                    |
| Serbien und Montenegro | 263                   | 2                     | 7                     | 12                    | 12                    | 3                     | 7                     | 12                    |                       | 10                    | 10                    | 7                     | 1                     | 6                     | 10                    | 10                    | 3                     | 8                     | 12                    | 3                     | 7                     | 7                     | 2                     | 5                     | 1                     | 10                    | 6                     | 10                    | 6                     | 5                     | 7                     | 8                     | 10                    | 12                    | 12                    | 8                     | 12                    | 35                    |
| Malta | 050                   | 6                     | 3                     | –                     | 1                     |                       | –                     | –                     | –                     | –                     | –                     | 1                     | 6                     | –                     | –                     | –                     | 2                     | 1                     | 2                     | 6                     | 4                     | –                     | 4                     | 6                     | –                     | 3                     |                       | –                     | –                     | 3                     | 1                     | –                     | –                     | –                     | –                     | –                     | 1                     | 16                    |
| Niederlande | 011                   | –                     | –                     | –                     | –                     | 6                     | –                     | –                     | –                     | –                     | –                     | –                     | 3                     | –                     | –                     | –                     | –                     | –                     | –                     | –                     | –                     | –                     | –                     | –                     | –                     | –                     | 2                     |                       | –                     | –                     | –                     | –                     | –                     | –                     | –                     | –                     | –                     | 03                    |
| Deutschland | 093                   | –                     | 2                     | 10                    | 3                     | –                     | –                     | 10                    | –                     | –                     |                       | –                     | 2                     | 12                    | –                     | 7                     | 4                     | –                     | 1                     | 4                     | –                     | –                     | 1                     | –                     | 7                     | –                     | –                     | 3                     | 1                     | 6                     | 8                     | 4                     | –                     | –                     | 3                     | 5                     | –                     | 19                    |
| Albanien | 106                   | –                     |                       | 5                     | 4                     | 1                     | –                     | 7                     | 8                     | –                     | 5                     | 4                     | –                     | –                     | 3                     | 1                     | 1                     | 10                    | 6                     | 2                     | –                     | 4                     | –                     | 1                     | –                     | 12                    | 10                    | 1                     | 3                     | –                     | –                     | 1                     | –                     | 7                     | 4                     | 6                     | –                     | 23                    |
| Ukraine | 280                   | 10                    | 5                     | 4                     | 6                     | 5                     | 10                    | –                     | 10                    | 8                     | 6                     | 5                     | 12                    | 8                     | 8                     | 2                     | 5                     | 7                     | 8                     | 7                     | 12                    | 12                    | 12                    | 12                    | 6                     | 8                     | 8                     | 7                     | 7                     | 12                    | 10                    | 6                     | 12                    | 10                    | 8                     | 12                    |                       | 34                    |
| Kroatien | 050                   | –                     | –                     | 3                     | 10                    | –                     | 5                     | 3                     | 5                     | –                     | 1                     | –                     | –                     | –                     | 1                     | –                     | –                     | –                     |                       | –                     | –                     | –                     | –                     | –                     | –                     | 5                     | –                     | –                     | –                     | –                     | –                     | –                     | 5                     | –                     | 5                     | –                     | 7                     | 11                    |
| Bosnien und Herzegowina | 091                   | –                     | 10                    | 7                     |                       | –                     | –                     | 5                     | 6                     | –                     | –                     | 8                     | –                     | –                     | –                     | –                     | –                     | –                     | 10                    | –                     | –                     | –                     | –                     | –                     | 4                     | 4                     | –                     | 2                     | 10                    | –                     | –                     | –                     | –                     | 8                     | 10                    | 7                     | –                     | 13                    |
| Belgien | 007                   | 1                     | –                     | –                     | –                     |                       | –                     | –                     | –                     | 1                     | –                     | –                     | –                     | –                     | –                     | –                     | –                     | –                     | –                     | –                     | –                     | –                     | –                     | –                     | –                     | –                     | –                     | 5                     | –                     | –                     | –                     | –                     | –                     | –                     | –                     | –                     | –                     | 03                    |
| Russland | 067                   | –                     | –                     | –                     | –                     | –                     | 12                    | –                     | 1                     | 6                     | –                     | –                     | 8                     | –                     | 4                     | –                     | –                     | 2                     | –                     | –                     | 6                     | –                     | 8                     | 10                    | –                     | –                     | –                     | –                     | –                     | –                     | –                     | –                     |                       | –                     | –                     | –                     | 10                    | 10                    |
| Mazedonien | 047                   | –                     | 6                     | –                     | 8                     | –                     | –                     | 1                     | 12                    | –                     | –                     | –                     | –                     | –                     | –                     | –                     | –                     | –                     | 5                     | –                     | –                     | –                     | –                     | –                     | –                     |                       | 1                     | –                     | –                     | –                     | –                     | –                     | –                     | –                     | 7                     | 4                     | 3                     | 09                    |
| Griechenland | 252                   | 8                     | 12                    | 2                     | 5                     | 8                     | 6                     | 4                     | 7                     | 12                    | 7                     | 3                     | 5                     | 7                     | 6                     | 6                     | 12                    |                       | 7                     | 5                     | 10                    | 6                     | 10                    | 7                     | 10                    | 7                     | 12                    | 6                     | 2                     | 7                     | 6                     | 12                    | 7                     | 4                     | 6                     | 10                    | 8                     | 35                    |
| Island | 016                   | –                     | –                     | –                     | –                     | –                     | –                     | –                     | –                     | –                     | –                     | 2                     | –                     | –                     | 2                     | –                     | –                     | –                     | –                     | –                     | –                     |                       | –                     | –                     | 5                     | –                     | –                     | –                     | 5                     | –                     | –                     | –                     | 2                     | –                     | –                     | –                     | –                     | 05                    |
| Irland | 007                   | –                     | –                     | –                     | –                     | –                     | –                     | –                     | –                     | –                     | –                     | –                     | –                     | –                     | –                     | –                     | 7                     | –                     | –                     |                       | –                     | –                     | –                     | –                     | –                     | –                     | –                     | –                     | –                     | –                     | –                     | –                     | –                     | –                     | –                     | –                     | –                     | 01                    |
| Polen | 027                   | –                     | –                     | –                     | –                     | –                     | –                     | –                     | –                     | 2                     | 4                     | –                     | –                     | 1                     | –                     | –                     | –                     | 4                     | –                     | –                     | –                     | 3                     | 7                     | –                     | –                     | –                     | –                     | –                     | –                     |                       | –                     | –                     | –                     | 1                     | –                     | –                     | 5                     | 08                    |
| Vereinigtes Königreich | 029                   | –                     | –                     | –                     | –                     | –                     | 1                     | –                     | –                     | –                     | –                     | –                     | 4                     | –                     | –                     | –                     |                       | –                     | –                     | 8                     | –                     | 2                     | –                     | 3                     | –                     | –                     | 4                     | –                     | –                     | 2                     | –                     | 2                     | 1                     | 2                     | –                     | –                     | –                     | 09                    |
| Zypern | 170                   | 4                     | –                     | 6                     | –                     | 4                     | 8                     | 2                     | 3                     |                       | 8                     | 6                     | 7                     | 3                     | 7                     | 5                     | 10                    | 12                    | 4                     | 10                    | 3                     | 10                    | 5                     | 4                     | 2                     | –                     | 7                     | 8                     | 4                     | 4                     | 3                     | 3                     | 6                     | 6                     | 1                     | 1                     | 4                     | 32                    |
| Türkei | 195                   | 3                     | 8                     | 8                     | 7                     | 12                    | 3                     | 8                     | 2                     | 4                     | 12                    | 10                    | –                     | 2                     | 5                     | 12                    | 6                     | 6                     | 3                     | 1                     | 2                     | 5                     | 3                     | 2                     | 8                     | 6                     | –                     | 12                    | 8                     | 8                     | –                     | 10                    | 8                     | 5                     | –                     |                       | 6                     | 31                    |
| Rumänien | 018                   | –                     | –                     | –                     | –                     | –                     | –                     | –                     | –                     | 3                     | –                     | –                     | –                     | 10                    | –                     | –                     | –                     | –                     | –                     | –                     | 1                     | –                     | –                     | –                     | –                     | –                     | –                     | –                     | –                     | –                     | 4                     |                       | –                     | –                     | –                     | –                     | –                     | 04                    |
| Schweden | 170                   | 5                     | 4                     | 1                     | 2                     | 2                     | 4                     | –                     | 4                     | 5                     | 3                     | 12                    | 10                    | 5                     | 12                    | 3                     | 8                     | –                     | –                     | 12                    | 5                     | 8                     | 6                     | 8                     | –                     | 2                     | 5                     | –                     | 12                    | 10                    | 5                     | 7                     | 3                     |                       | 2                     | 3                     | 2                     | 30                    |
| Die Tabelle ist senkrecht nach der Auftrittsreihenfolge im Finale geordnet, waagerecht nach der chronologischen Punkteverlesung. |                       |                       |                       |                       |                       |                       |                       |                       |                       |                       |                       |                       |                       |                       |                       |                       |                       |                       |                       |                       |                       |                       |                       |                       |                       |                       |                       |                       |                       |                       |                       |                       |                       |                       |                       |                       |                       |                       |

- Die wenigsten Votings:  Irland,  Norwegen – 1
- Die wenigsten Punkte:  Norwegen – 3
- Die meisten Votings:  Griechenland,  Serbien und Montenegro - 35
- Die meisten Punkte:  Ukraine – 280

### Statistik der Zwölf-Punkte-Vergabe (Finale)
| Anzahl | Land                   | erhalten von                                                                         |
| ------ | ---------------------- | ------------------------------------------------------------------------------------ |
| 8      | Ukraine                | Estland, Island, Israel, Lettland, Litauen, Polen, Russland, Türkei                  |
| 7      | Serbien und Montenegro | Bosnien und Herzegowina, Kroatien, Österreich, Schweden, Schweiz, Slowenien, Ukraine |
| 5      | Griechenland           | Albanien, Malta, Rumänien, Vereinigtes Königreich, Zypern                            |
| 4      | Schweden               | Dänemark, Finnland, Irland, Norwegen                                                 |
| 4      | Türkei                 | Belgien, Deutschland, Frankreich, Niederlande                                        |
| 2      | Spanien                | Andorra, Portugal                                                                    |
| 1      | Albanien               | Mazedonien                                                                           |
| 1      | Deutschland            | Spanien                                                                              |
| 1      | Frankreich             | Monaco                                                                               |
| 1      | Mazedonien             | Serbien und Montenegro                                                               |
| 1      | Russland               | Belarus                                                                              |
| 1      | Zypern                 | Griechenland                                                                         |

### Punktesprecher
| Nr. | Land                    | Punktesprecher             | Anmerkungen                                |
| --- | ----------------------- | -------------------------- | ------------------------------------------ |
| 01  | Andorra                 | Pati Molné                 | –                                          |
| 02  | Albanien                | Zhani Ciko                 | –                                          |
| 03  | Österreich              | Dodo Roscic                | Punktesprecherin 1999, 2000, 2002 und 2003 |
| 04  | Bosnien und Herzegowina | Mija Martina               | Teilnehmerin 2003                          |
| 05  | Belgien                 | Martine Prenen             | –                                          |
| 06  | Belarus                 | Denis Kurian               | –                                          |
| 07  | Schweiz                 | Emel                       | –                                          |
| 08  | Serbien und Montenegro  | Nataša Miljković           | –                                          |
| 09  | Zypern                  | Loukas Hamatsos            | Punktesprecher 2000 und 2003               |
| 10  | Deutschland             | Thomas Anders              | –                                          |
| 11  | Dänemark                | Camilla Ottesen            | Moderatorin JESC 2003                      |
| 12  | Estland                 | Maarja-Liis Ilus           | Teilnehmerin 1996 und 1997                 |
| 13  | Spanien                 | Anne Igartiburu            | Punktesprecherin 2002 und 2003             |
| 14  | Finnland                | Anna Stenlund              | –                                          |
| 15  | Frankreich              | Alex Taylor                | –                                          |
| 16  | Vereinigtes Königreich  | Lorraine Kelly             | Punktesprecherin 2003                      |
| 17  | Griechenland            | Alexis Kostalas            | Punktesprecher 1998 und 2001 bis 2003      |
| 18  | Kroatien                | Barbara Kolar              | –                                          |
| 19  | Irland                  | Johnny Logan               | Sieger 1980 und 1987                       |
| 20  | Israel                  | Merav Miller               | –                                          |
| 21  | Island                  | Sigrún Ósk Kristjánsdóttir | –                                          |
| 22  | Litauen                 | Rolandas Vilkončius        | –                                          |
| 23  | Lettland                | Lauris Reiniks             | Teilnehmer 2003, Punktesprecher 2000       |
| 24  | Monaco                  | Anne Allegrini             | –                                          |
| 25  | Mazedonien              | Karolina Petkovska         | –                                          |
| 26  | Malta                   | Claire Agius               | –                                          |
| 27  | Niederlande             | Esther Hart                | Teilnehmerin 2003                          |
| 28  | Norwegen                | Ingvild Helljesen          | –                                          |
| 29  | Polen                   | Maciej Orłoś               | Punktesprecher 2001 und 2003               |
| 30  | Portugal                | Isabel Angelino            | –                                          |
| 31  | Rumänien                | Andreea Marin              | Punktesprecherin 2000                      |
| 32  | Russland                | Yana Churikova             | Punktesprecherin 2003                      |
| 33  | Schweden                | Jovan Radomir              | –                                          |
| 34  | Slowenien               | Peter Poles                | Punktesprecher 2003                        |
| 35  | Türkei                  | Meltem Ersan Yazgan        | Punktesprecherin 2001 bis 2003             |
| 36  | Ukraine                 | Pavlo Shylko               | Moderator 2005                             |

### Marcel-Bezençon-Preis
Das erste Mal wurde der Komponisten-Preis verliehen, der den Fan-Preis ablöste. Die Preisträger des Marcel-Bezençon-Preises waren:
- Presse-Preis für den besten Song –  Serbien und Montenegro – Lane moje (Лане моје) – Željko Joksimović & Ad Hoc Orchestra
- Künstler-Preis für den besten Interpreten –  Ukraine – Ruslana – Wild Dances
- Komponisten-Preis für die beste Komposition/Text –  Zypern – Mike Konnaris (M & T) – Stronger Every Minute – Lisa Andreas

## Übertragung

### Fernsehübertragung
| Land                     | Sender               | Shows      | Kommentar                              |
| ------------------------ | -------------------- | ---------- | -------------------------------------- |
| Teilnehmerländer         |                      |            |                                        |
| Albanien                 | RTSH                 | alle Shows | Leon Menkshi                           |
| Andorra                  | ATV                  | alle Shows | Meri Picart & Josep Lluís Trabal       |
| Belarus                  | Belarus-1            | alle Shows | Ales Kruglyakov & Denis Dudinsky       |
| Belgien                  | VRT 1                | alle Shows |                                        |
| Belgien                  | La Une & La Première | Finale     | Jean-Pierre Hautier                    |
| Bosnien und Herzegowina  | BHTV 1               | alle Shows | Dejan Kukrić                           |
| Bosnien und Herzegowina  | FTV                  | Finale     | Dejan Kukrić                           |
| Dänemark                 | DR1                  | alle Shows | Jørgen de Mylius                       |
| Deutschland              | NDR Fernsehen        | Halbfinale | Peter Urban                            |
| Deutschland              | Das Erste            | Finale     | Peter Urban                            |
| Estland                  | ETV                  | alle Shows | Marko Reikop                           |
| Finnland                 | Yle TV2              | alle Shows | Markus Kajo & Asko Murtomäki           |
| Finnland                 | Yle FST              | alle Shows | Thomas Lundin                          |
| Frankreich               | France 3             | Finale     | Laurent Ruquier & Elsa Fayer           |
| Griechenland             | NET                  | alle Shows |                                        |
| Irland                   | RTÉ2                 | Halbfinale | Marty Whelan                           |
| Irland                   | RTÉ One              | Finale     | Marty Whelan                           |
| Island                   | Sjónvarpið, Rás 2    | alle Shows | Gísli Marteinn Baldursson              |
| Israel                   | Channel 1            | alle Shows |                                        |
| Kroatien                 | HRT 2                | Halbfinale |                                        |
| Kroatien                 | HRT1                 | Finale     |                                        |
| Lettland                 | LTV                  | alle Shows | Kārlis Streips                         |
| Litauen                  | LRT                  | alle Shows | Darius Užkuraitis                      |
| Malta                    | TVM                  | alle Shows | Eileen Montesin                        |
| Mazedonien               | MRT                  | alle Shows |                                        |
| Monaco                   | TMC Monte Carlo      | alle Shows | Bernard Montiel                        |
| Niederlande              | NPO 2                | alle Shows | Willem van Beusekom & Cornald Maas     |
| Norwegen                 | NRK2                 | Halbfinale | Jostein Pedersen                       |
| Norwegen                 | NRK1                 | Finale     | Jostein Pedersen                       |
| Österreich               | ORF 1                | alle Shows | Andi Knoll                             |
| Polen                    | TVP1                 | Finale     | Artur Orzech                           |
| Portugal                 | RTP                  | alle Shows | Eláido Clímaco                         |
| Rumänien                 | România 1            | alle Shows |                                        |
| Russland                 | Channel One          | Finale     | Yuriy Aksyuta & Yelena Batinova        |
| Schweden                 | SVT 1                | alle Shows | Pekka Heino                            |
| Schweiz                  | SF 2                 | Halbfinale | Marco Fritsche                         |
| Schweiz                  | SF 1                 | Finale     | Sandra Studer                          |
| Schweiz                  | TSR 2                | Halbfinale | Jean-Marc Richard & Alain Morisod      |
| Schweiz                  | TSR 1                | Finale     | Jean-Marc Richard & Alain Morisod      |
| Schweiz                  | TSI 1                | alle Shows | Daniele Rauseo & Claudio Lazzarino     |
| Serbien und Montenegro   | RTS 1                | Halbfinale |                                        |
| Serbien und Montenegro   | RTS 1                | Finale     | Duška Vučinić-Lučić & Stanko Crnobrnja |
| Slowenien                | SLO 2                | Halbfinale | Andrea F                               |
| Slowenien                | SLO 1                | Finale     | Andrea F                               |
| Spanien                  | La 2                 | Halbfinale | Beatriz Pécker                         |
| Spanien                  | La Primera           | Finale     | Beatriz Pécker                         |
| Türkei                   | TRT 1                | alle Shows |                                        |
| Ukraine                  | UA:Perschyj          | alle Shows | Rodion Pryntsevsky                     |
| Vereinigtes Königreich   | BBC Three            | Halbfinale | Paddy O'Connell                        |
| Vereinigtes Königreich   | BBC One, BBC Prime   | Finale     | Terry Wogan                            |
| Zypern                   | RIK Ena              | alle Shows | Evi Papamichael                        |
| Nichtteilnehmende Länder |                      |            |                                        |
| Australien               | SBS TV               | alle Shows | Des Mangan                             |